# 表徴の帝国
『表徴の帝国』『記号の国』（ひょうちょうのていこく・きごうのくに、L'Empire des signes ）は、フランスの哲学者ロラン・バルトの著書で、1970年に発表した。バルトは1963年から1969年まで東京日仏学院院長を務めたモーリス・パンゲの招きにより、1966年から1968年に、フランス文化使節の一員として数度来日、計数ヶ月の滞在で日本各地を訪れた。その印象を基に記号論の立場から独自（バルト本人曰くストーリーのない小説の文体）の日本文化論を展開した。
本書では、西洋世界が「意味の帝国」であるのに対し、日本は「表徴（記号）の帝国」と規定する。ヨーロッパの精神世界が記号を意味で満たそうとするのに対し、日本では意味の欠如を伴う、あるいは意味で満たすことを拒否する記号が存在する。そしてそのような記号は、テクストの意味から切り離されたことで、独自のイメージの輝きを持つものとなる。
歌舞伎を例にとると、女形というものは、女の形をしていて、女自身ではない。隈取は、独特の形をしていながら、意味からは完全に切り離されている。他にも、天ぷら、すき焼き、石庭を対象例にエクリチュールの数々が展開されている。またバルトは、大都会東京の中心に皇居という、空虚な、何もない森だけの空間が広がっていることに着目し、ヨーロッパの都市の中心には聖堂や広場を設けられていることと比較し、意味から解放された日本独自の自由さを肯定的に説いた。
日本人論・日本文化論の名著として 『外国人による日本論の名著』（佐伯彰一・芳賀徹編、中公新書、1987年）でも論じている（執筆者は小林康夫）。なお、ドナルド・キーンからは「（日本に関する評論としては）時代遅れ」と批判されている。

## 日本語訳
- 宗左近訳 『表徴の帝国』（新潮社〈創造の小径〉、1974年）
  - 改訂版『表徴の帝国』（ちくま学芸文庫、1996年） ISBN 4480083073
- 石川美子訳 『ロラン・バルト著作集7　記号の国 1970』（みすず書房、2004年） ISBN 4622081172